# 乌戈·马略
乌戈·馬略（西班牙語：Hugo Mallo；1991年6月22日—）是一位西班牙足球運動員。在場上的位置是右後衛。他現在效力於巴西足球甲級聯賽球隊國際體育會。